# Mobito
Mobito – peníze v mobilu – byla služba, která umožňovala placení mobilním telefonem. Službu provozovala společnost MOPET CZ. Služba nabízela placení za zboží a služby, posílání peněz z jednoho mobilu na druhý nebo dobíjení kreditu telefonu.

## Detaily platformy
- Mobito je určeno pro kohokoliv – uživatel si nemusí pořizovat nový mobilní telefon, novou SIM kartu a ani měnit mobilního operátora či banku.[1]
- Služba funguje v 99 % mobilních telefonů, a to buď jako aplikace pro telefony s operačním systémem iOS a Android anebo jako Zpráva na displej (USSD) zavoláním zdarma na *135*# pro ostatní telefony.[2]
- Platby Mobitem probíhají v reálném čase, 24 hodin denně a 7 dní v týdnu.[3]
- Placení Mobitem není zpoplatněno.[4]
- Mobito si mohou uživatelé připojit ke svému bankovnímu účtu anebo k platební kartě.[5]
- Uživatelé partnerských bank používají Mobito pro přímou platbu z jejich bankovního účtu, kdy není nutné si Mobito dopředu penězi nabíjet, anebo jako mobilní peněženku, kterou si nejprve penězi ze svého účtu nabijí a až poté s Mobitem platí.
- Uživatelé nepartnerských bank mohou Mobito užívat pouze jako mobilní peněženku.[6]

## Historie Mobita a společnosti MOPET CZ
Mobito je lokální řešení vytvořené na míru pro Českou republiku společností MOPET CZ, která službu představila v září roku 2012.
K akcionářům společnosti se kromě zakladatelů řadí čtyři banky – Česká spořitelna, GE Money Bank, Raiffeisenbank, UniCredit Bank a všichni mobilní operátoři – Telefónica, T-Mobile, Vodafone. Akcionáři společně pokrývají téměř 60 % retailového bankovního trhu a 100 % trhu mobilního. V květnu 2012 společnost dostala povolení k činnosti od České národní banky a získala status instituce elektronických peněz. MOPET CZ je transakčním centrem pro mobilní platby.

Služba Mobito ukončila provoz k 1. prosinci 2015. Archivováno 26. 8. 2019 na Wayback Machine.

## Zřízení Mobita
Pro zřízení Mobita jen nutné mít k dispozici české telefonní číslo, e-mail a mobil (může být i firemní).
Mobito lze zřídit:
- přímo stáhnutím aplikace do chytrého telefonu s operačním systémem iOS a Android, v příslušných obchodech s aplikacemi (App store, Google Play)
- přímo na stránkách služby Mobito
- v internetovém bankovnictví v jedné z partnerských bank (Česká spořitelna, GE Money Bank, Raiffeisenbank, UniCredit Bank)

## Bezpečnost
Mobito je zabezpečené na několika úrovních. Je také držitelem licence České národní banky.
Mezi 7 základních prvků zabezpečení patří:
- Peníze uživatele nejsou v Mobitu „fyzicky“ k dispozici, jsou bezpečně uložené na účtech partnerských bank. Účty v bankách jsou pojištěné
- Mobito je chráněné osobním PIN kódem. Do Mobita vstupuje uživatel zadáním svého PIN kódu a všechny platby potvrzuje opět PIN kódem
- Mobito je svázané pouze s jedním telefonem. Uživatel osobní PIN kód nemůže „oddělit“ od svého mobilu ani SIM karty.
- Mobito se po určité době nečinnosti automaticky odhlásí
- Mobito si ke svému „zdroji“ peněz připojí pouze jeden uživatel. Ať už je klientem partnerské banky, kdy si Mobito lze připojit ve svém internetovém bankovnictví, anebo si Mobito připojí ke své platební kartě. Jen uživatel má do svého internetového bankovnictví a Mobito portálu přístup.
- Mobito komunikuje šifrovaně. Webový Mobito portál i Mobito aplikace využívá šifrovaný síťový protokol HTTPS.
- Mobito má nastavené maximální limity pro placení.